# Halsa
Halsa es un municipio de la provincia de Møre og Romsdal, Noruega. Tiene una población de 1547 habitantes según el censo de 2016 y su centro administrativo es el pueblo de Liabøen. Otras localidades del municipio son Halsanaustan, Valsøyfjord, Engan, Hjellnes, y Valsøybotnen. Halsa forma parte del distrito de Nordmøre.

## Información general

### Etimología

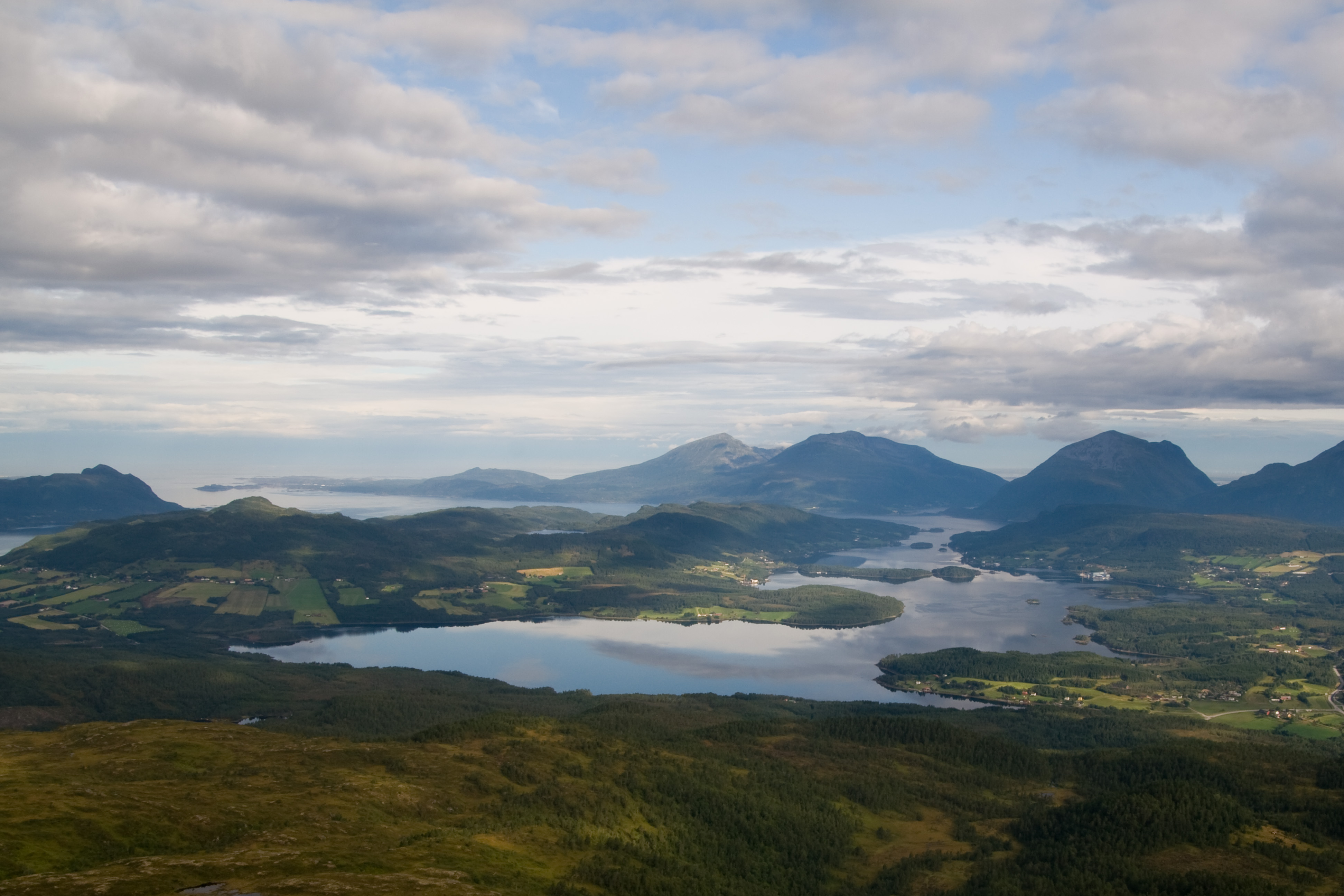
Vista del fiordo de Skålvik

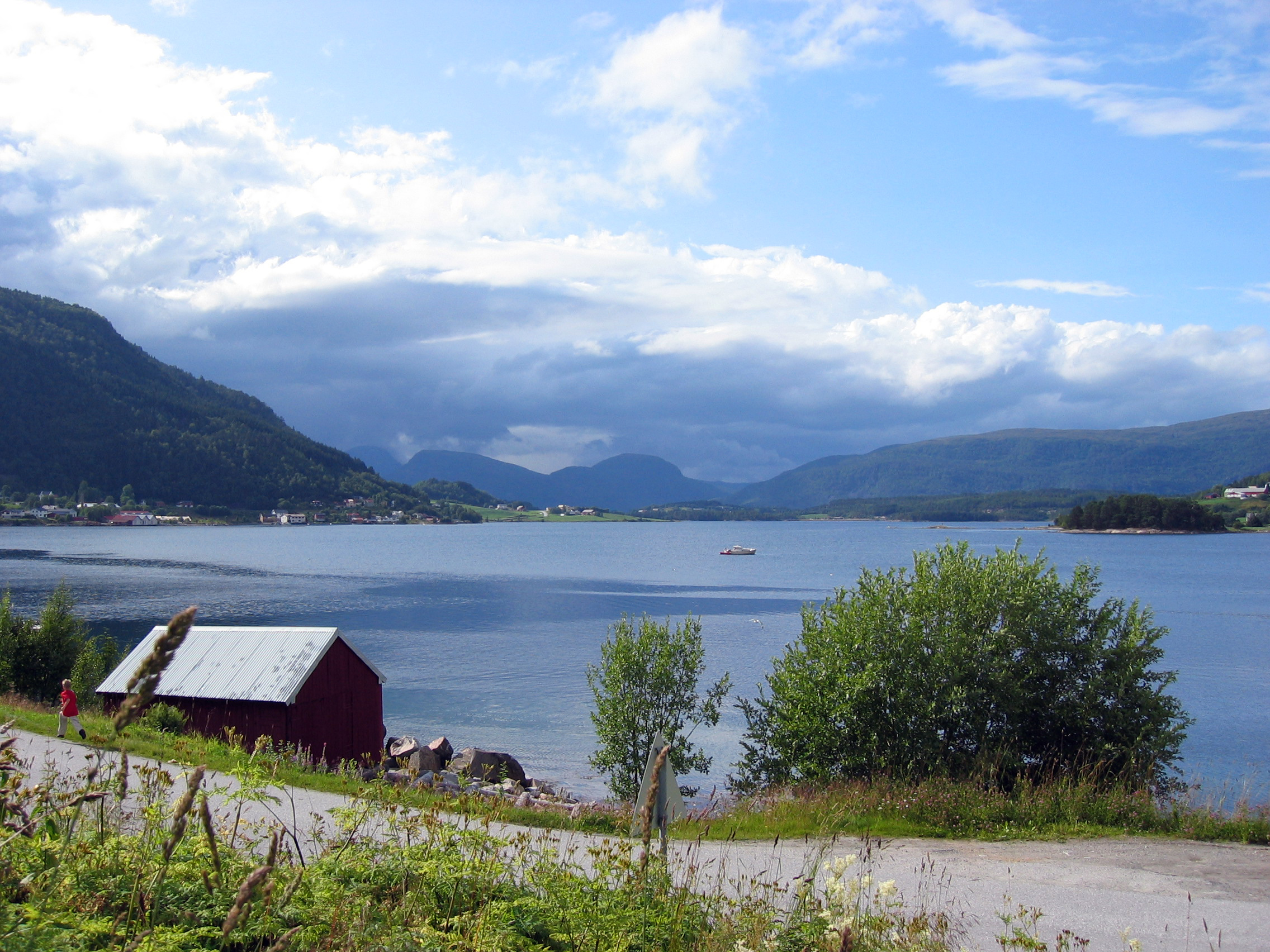
Vista del fiordo de Valøy

El municipio (originalmente una parroquia) recibe su nombre de la antigua granja Halsa (en nórdico antiguo: Hǫlsyinjar), puesto que la primera iglesia fue construida allí. El primer elemento del nombre es hals, que significa «cuello», mientras que el último elemento es la forma plural de vin, que significa «pradera». Hals hace referencia a un istmo entre dos fiordos: Halsafjorden y Skålvikfjorden. Antes de 1918, el nombre se escribía «Halse».

## Atracciones

### Keiko
Halsa es el lugar donde la orca más famosa del mundo, Keiko, vivió sus últimos días en libertad. Keiko murió en diciembre de 2003 y fue enterrada en su Bahía de Taknes. 
Los habitantes de Halsa construyeron un cairn conmemorativo sobre la tumba de Keiko, donde personas de todo el mundo pueden visitarlo.